# El Pinell de Brai
El Pinell de Brai és una vila i municipi de la comarca de la Terra Alta.

## Geografia
- Llista de topònims del Pinell de Brai (Orografia: muntanyes, serres, collades, indrets..; hidrografia: rius, fonts...; edificis: cases, masies, esglésies, etc).

El terme municipal té una forma rectangular amb base paral·lela a la direcció del riu Ebre. Forma un altiplà previ a la resta de la comarca de la Terra Alta. El costat sud-est el tanquen les serres de Vallplana i la Talaia; aquestes serres drenen directament a l'Ebre. El costat nord-oest està conformat per les serres de Pàndols i Cavalls. Aquestes dues serres separen el terme de la resta de la comarca. Paral·lel al costat sud-oest flueix el riu Canaletes creuant la serra de Pàndols, la vall dels Prats i la serra de Vallplana. El costat nord-est queda obert i limita amb el terme municipal de Miravet (comarca de la Ribera d'Ebre).

## Nucli urbà
El nucli originari està ubicat en un cim rocallós i formava part de l'antic castell del Pinell, del qual es troben vestigis en algunes cases. Posteriorment, i sense que es pugui precisar cap datació, es va efectuar una ampliació en què s'inclou l'actual església parroquial. Actualment les edificacions noves es construeixen en direcció nord.

## Història
La primera referència al lloc del Pinell es remunta a l'acta de donació de Ramon Berenguer IV a l'orde dels Templers, on es nomena el castell del Pinell, dita acta està datada el 1150.
Posteriorment, es concedeixen sengles cartes de població els anys 1198 i 1207. Les característiques lingüístiques dels habitants del Pinell i altres pobles de la comarca de la Terra Alta són molt semblants a la parla de les comarques centrals de Lleida i això fa pensar que les repoblacions foren efectuades, majoritàriament per habitants d'aquelles terres.
Per trobar una altra fita històrica hem de saltar en el temps fins a la Guerra de Successió espanyola. La vila del Pinell es va alinear amb la causa borbònica, en contra de l'opció majoritària de tota Catalunya. En reconeixement, el rei Carles III d'Espanya va estendre el títol de "Fidelísima Villa".
En el passat segle, la Guerra civil espanyola va tenir el darrer episodi bèl·lic a la batalla de l'Ebre. Com en molts pobles d'Espanya, cal lamentar moltes víctimes per motius polítics, de soldats que lluitaren en ambdós bàndols i malalties derivades de les condicions de vida. Les serres de Pàndols i Cavalls varen marcar la línia del front, i quan les forces franquistes varen rompre les defenses de Cavalls es va desmoronar l'exèrcit republicà. El nucli urbà del Pinell va ser castigat pel foc artiller i de l'aviació franquista, resultat de la qual cosa varen quedar destruïdes 72 cases el poble.

## Economia
Fins principis del segle xx l'economia del municipi estava basada en el cultiu de l'olivera, l'ametller i els cereals. Posteriorment es varen realitzar extenses plantacions de vinya. Paral·lelament es va començar l'explotació de mines d'argila a la depressió del riu Canaletes. Aquestes mines es van esgotar gradualment però han continuat fins a l'actualitat les bòbiles de maons i materials refractaris. Fins a la dècada dels 70 les dones ajudaven en les tasques agrícoles i, algunes d'elles, es dedicaven a l'artesania de treballs de palma, com sàrries i cabassos. Al voltant d'aquests anys es va produir una important emigració estacional a la Costa Brava i Costa Daurada en el sector hoteler. A la dècada dels 80 es varen obrir tallers de confecció de roba, conseqüència de la deslocalització de les fàbriques tèxtils dels voltants de Barcelona.

## Política
Nombre de regidors per partit
| Junts                                                               | - | -  | - | -  | -  | -  | -  | - | - | -  | 2  | 3  |
| PSC                                                                 | 3 | 2  | 4 | 2  | 1  | 1  | 1  | 4 | 4 | -  | -  | -  |
| PP                                                                  | - | 2  | 3 | 2  | 1  | 1  | 0  | - | 0 | 0  | -  | -  |
| ERC                                                                 | 1 | 1  | - | -  | 2  | -  | -  | 0 | 1 | 1  | 1  | -  |
| ECP                                                                 | - | -  | - | -  | -  | -  | -  | - | - | 4  | 3  | 3  |
| CiU                                                                 | - | 1  | 2 | 4  | 2  | 4  | 5  | 5 | 4 | 3  | -  | -  |
| PSUC                                                                | 1 | -  | - | -  | -  | -  | -  | - | - | -  | -  | -  |
| UCD                                                                 | 4 | -  | - | -  | -  | -  | -  | - | - | -  | -  | -  |
| Altres                                                              | - | 3a | - | 1b | 3b | 3b | 3b | - | - | 1c | 1c | 1c |
| Total                                                               | 9 | 9  | 9 | 9  | 9  | 9  | 9  | 9 | 9 | 9  | 7  | 7  |
| a Unitat Progrés Municipal; b Unió per la Terra Alta (UPTA); c FIC; |   |    |   |    |    |    |    |   |   |    |    |    |

## Personatges
- Virgínia Amposta Amposta, sindicalista i mestra
- Eva Amposta Serres, política

## Llocs d'interès
- Celler Cooperatiu del Pinell de Brai. Insigne obra modernista de Cèsar Martinell i Brunet. Amb fris de Xavier Nogués.
- "Les Veus del Front". Exposició permanent sobre aspectes de la Guerra Civil al Centre Polivalent.
- Escalinata i façana de l'església parroquial de Sant Llorenç.
- Casa pairal a la plaça de l'Església, amb un porxo al carrer de la Font.
- Dos altres perxes: el del Llop i el de Vallés.
- Mirador al barranc del Pinell, des de les "cases penjades". La vista millor és la inversa: el penya-segat en el qual es fonamenten les "cases penjades" vist des de la carretera que ve de Tortosa-Gandesa.

## Paratges d'interès
- Monòlit commemoratiu de la Batalla de l'Ebre. Situat a la cota 705 de la serra de Pàndols amb un mirador amb vista panoràmica des de la serra del Montsant fins a la comarca aragonesa del Matarranya passant per la Ribera d'Ebre i pel Baix Ebre. S'hi accedeix des de la carretera Pinell-Gandesa per un desviament a 2 km de Gandesa.
- Ermita de Santa Maria Magdalena, molt a prop de l'anterior paratge.
- Via Verda sobre l'antiga via del ferrocarril de la Val de Zafán que corre paral·lela al riu Canaletes.
- Casa del Broi, a 4 km per camí veïnal.
- Talaia, en runes. L'accés requereix algú que conegui la seva ubicació.

## Festes locals
- Sant Llorenç, festes majors. El 10 d'agost.
- Sant Antoni Abat. Se sol celebrar el dissabte més proper al 17 de gener.
- Romeria a l'ermita de Santa Maria Magdalena. Segon dissabte després de Setmana Santa.
- Durant el mes de juliol se sol celebrar Sant Cristòfol, Santa Àgata i els "quintos" en dissabtes que es determinen prèviament.

## Demografia
| 1497 f | 1515 f | 1553 f | 1717 | 1787 | 1857  | 1877  | 1887  | 1900  | 1910  |
| ------ | ------ | ------ | ---- | ---- | ----- | ----- | ----- | ----- | ----- |
| 62     | 82     | 83     | 219  | -    | 1.293 | 1.523 | 1.646 | 1.891 | 2.007 |

| 1920  | 1930  | 1940  | 1950  | 1960  | 1970  | 1981  | 1990  | 1992  | 1994  |
| ----- | ----- | ----- | ----- | ----- | ----- | ----- | ----- | ----- | ----- |
| 1.931 | 1.902 | 1.474 | 1.518 | 1.388 | 1.307 | 1.265 | 1.206 | 1.166 | 1.166 |

| 1996  | 1998  | 2000  | 2002  | 2004  | 2006  | 2008  | 2010  | 2012  | 2014  |
| ----- | ----- | ----- | ----- | ----- | ----- | ----- | ----- | ----- | ----- |
| 1.125 | 1.081 | 1.095 | 1.077 | 1.083 | 1.112 | 1.132 | 1.135 | 1.124 | 1.076 |

| 2016  | 2018 | 2020  | 2022  | 2024 | 2026 | 2028 | 2030 | 2032 | 2034 |
| ----- | ---- | ----- | ----- | ---- | ---- | ---- | ---- | ---- | ---- |
| 1.014 | 998  | 1.008 | 1.000 | 979  | -    | -    | -    | -    | -    |